# Língua bisu
Bisu () é uma língua Loloíche da Tailândia, havendo uns poucos falantes na China e no Laos.

## Distribuição
Conforme Bisuyu Yanjiu 毕苏语研究 (2002), são cerca de 5 mil os falantes de Bisu em Yunnan, China. No total, os falantes são cerca de 10 mil. Em Yunnan, é falada principalmente na cidade de Puer, bem como em partes de Xishuangbanna.
Outros locais na China:
- Lancang  澜沧县
  - Zhutang 竹塘乡
    - Dazhai 大寨, Laomian 老面[1]

  - Laba 拉巴乡
  - Donglang 东朗乡
  - Fubang 富邦乡
- Menghai  勐海县
  - Mengzhe 勐遮乡
    - Laopinzhai 老品寨[2]
- Ximeng  西盟县
  - Lisuo 力锁乡
- Menglian  孟连县
  - Nanya 南雅乡

Na Tailândia, dois dialetos do Bisu são falados em vilarejos no Distrito de Phan, província de Phayao (Bisuyu Yanjiu 2002:152).
- Dialeto 1: vilas de Huai Chomphu (Ban Huaisan) e Doi Pui
- Dialeto 2: vila de Phadaeng village

Outra variante diferente das de Phayao são faladas em 'Takɔ (Ban Thako), Distrito Mae Suai, Chiang Rai (província).
Há variantes como o Bisu próprio e o Laomian (Guba) que foram consideradas por Pelkey como línguas distintas. O Laomian se identifica com o povo Lahu, cujo nome em Lahu é "Lawmeh" (Bradley 2007).
Conforme Bisuyu Yanjiu 毕苏语研究 (2002), são cerca de 5 mil os falantes de Bisu em Yunnan, China. No total, os falantes são cerca de 10 mil. Em Yunnan, é falada principalmente na cidade de Puer, bem como em partes de Xishuangbanna.
Outros locais na China:
- Lancang  澜沧县
  - Zhutang 竹塘乡
    - Dazhai 大寨, Laomian 老面[1]

  - Laba 拉巴乡
  - Donglang 东朗乡
  - Fubang 富邦乡
- Menghai  勐海县
  - Mengzhe 勐遮乡
    - Laopinzhai 老品寨[2]
- Ximeng  西盟县
  - Lisuo 力锁乡
- Menglian  孟连县
  - Nanya 南雅乡

Na Tailândia, dois dialetos do Bisu são falados em vilarejos no Distrito de Phan, província de Phayao (Bisuyu Yanjiu 2002:152).
- Dialeto 1: vilas de Huai Chomphu (Ban Huaisan) e Doi Pui
- Dialeto 2: vila de Phadaeng village

Outra variante diferente das de Phayao são faladas em Takɔ (Ban Thako), Distrito Mae Suai, Chiang Rai (província).

## Escrita
A língua Bisu usa o abugida Tailandês com 20 símbolos para vogais, 30 para consoantes e três para tons.